# Michibuchi Ryohei
Ryohei Michibuchi (道渕 諒平 (Đạo Uyên Lượng Bình) Michibuchi Ryohei,  sinh ngày 16 tháng 6 năm 1994) là một cầu thủ bóng đá người Nhật Bản. Anh thi đấu cho Ventforet Kofu.

## Sự nghiệp
Ryohei Michibuchi gia nhập câu lạc bộ tại J1 League Ventforet Kofu năm 2017.